# Orthotrichia newi
Orthotrichia newi är en nattsländeart som beskrevs av Wells och Huisman 1993. Orthotrichia newi ingår i släktet Orthotrichia och familjen smånattsländor. Inga underarter finns listade i Catalogue of Life.